# Gerberga de Sajonia
Gerberga de Sajonia (c. 913-5 de mayo de 984) era hija de Enrique I el Pajarero, rey de Francia Oriental y Matilde de Ringelheim. Fue reina consorte de Francia como esposa de Luis IV.
Se casó primero con el duque Gilberto de Lotaringia. Tuvieron cuatro hijos:
- Alberada de Lorena. Nació sobre el 929. Casada con Renaud (originalmente como Ragenold de Roucy), un caudillo vikingo que se convirtió en el Conde de Roucy.
- Enrique, duque de Lorena, nacido sobre 932.
- Gerberga de Lorena. nacida sobre el 935. Se casó con Adalberto I de Vermandois.
- Wiltruda, nacida sobre el 937.

Se casó en segundo lugar con Luis IV de Francia en 939. Fueron padres de ocho hijos:
- Lotario de Francia (941-986).
- Matilde, nacida sobre 943, se casó con Conrado de Borgoña.
- Hildegarda. nacida sobre 944.
- Carlomán. Nacido sobre 945.
- Luis. Nacido sobre 948.
- Carlos, duque de la Baja Lorena (953 a 993).
- Alberada. Nacida antes de 953.
- Enrique. Nacido sobre 953.

## Educación y vida posterior
Las fuentes contemporáneas la describen como una persona altamente educada, inteligente y contundente en el juego político de la época.
Luis IV murió el 10 de septiembre de 954. Como viuda, Gerberga se convirtió en monja y fue la abadesa de Notre Dame de Laon. Murió en Reims, Champaña.